# Tricentrus mushaensis
Tricentrus mushaensis är en insektsart som beskrevs av Kato 1928. Tricentrus mushaensis ingår i släktet Tricentrus och familjen hornstritar. Inga underarter finns listade i Catalogue of Life.